# Charles III. de Créquy
Charles (III.) de Créquy-Blanchefort (* 24. März 1624; † 13. Februar 1687 in Paris) aus dem Haus Blanchefort war ein französischer Hochadliger, Offizier, Diplomat und Hofbeamter. Er war Marquis de Créquy, Prince-Duc de Poix (wurde aber Duc de Créquy genannt) sowie Pair de France.

## Familie
Charles de Créquy ist der Sohn von Charles (II.) de Créquy (auch Créqui), Seigneur de Créquy, Comte de Canaples, Mestre de camp du Régiment des Gardes françaises († 15. Mai 1630), und Anne de Beauvoir de Grimoard du Roure († 21. Februar 1686); seine Mutter war die Nichte von Charles d’Albert, Duc de Luynes, Pair und Connétable von Frankreich († 1621), Honoré d’Albert d’Ailly, Duc de Chaulnes, Pair und Marschall von Frankreich († 1649), und Léon d'Albert de Luxembourg, Duc de Piney, Pair de France († 1630); er war der Enkel von Charles (I.) de Créquy, Duc de Lesdiguières, Pair und Marschall von Frankreich († 1677), der ältere Bruder von Alphonse de Créquy, Comte de Canaples und später Duc de Lesdiguières und Pair von Frankreich († 1711), und François de Créquy, Marquis de Marines, Marschall von Frankreich (genannt de Créquy) († 1687); er war der leibliche Vetter von François de Bonne de Créquy, Duc de Sault, dann Duc de Lesdiguières, und Pair von Frankreich († 1681), Maximilien III. François de Béthune, Duc de Sully, Pair von Frankreich († 1661), François de Neufville, Duc de Villeroy, Pair und Marschall von Frankreich († 1730), und Françoise de Neufville, Herzogin von Chaulnes († 1701).

## Dreißigjähriger Krieg
Charles de Créquy wurde am 15. Mai 1630 Marquis de Créquy und am 17. März 1638 Prince de Poix.
In der Endphase des Dreißigjährigen Kriegs war er Capitaine im Régiment de Gramont. und diente bei den Belagerungen von Aire (Mai–Dezember 1641), La Bassée und Bapaume; er kämpfte in der Schlacht bei Honnecourt (26. Mai 1642) und der Schlacht bei Rocroi (19. Mai 1643); im gleichen Jahr nahm er an der Einnahme von Thionville (Juni–August 1643) und Sierck teil.
Am 23. August 1643 wurde er nach dem Rücktritt seines Onkels François de Bonne, Duc de Lesdiguières († 1677) wurde er zum Premier Gentilhomme de la Chambre du Roi ernannt.
Im August 1644 Jahr nahm er an den Kämpfen bei Freiburg teil, anschließend an der Einnahme von Philippsburg, Mainz, Worms und Oppenheim, im Jahr darauf an der Schlacht bei Alerheim (3. August 1645) sowie den Belagerungen von Heilbronn und Trier.

## Französisch-Spanischer Krieg
Im Rahmen des Französisch-Spanischen Kriegs erhielt er am 6. März 1646 das Kavallerieregiment, das im Vorjahr durch den Tod des Grafen Pierre Magalotti vakant geworden war, und das nun in Régiment de Créquy cavalerie umbenannt wurde. Er schloss sich mit diesem Regiment der Italienarmee an, diente bei der Schlacht bei Orbetello (Juni) sowie der Einnahme von Piombino und Porto Longone teil.
1647 nahm er in Katalonien beim Aufstand der Schnitter an der Belagerung von Lérida (Mai/Juni) und der Eroberung von Àger teil, 1648 an der Belagerung von Tortosa (Juni/Juli). Am 13. Februar 1649 wurde er zum Maréchal de camp befördert und am 5. Mai 1649 zum Kommandeur der Kavallerie der Katalonienarmee. Im Jahr 1650 war er nicht im Dienst.
Am 14. März 1651 wurde er zum Lieutenant-général des Armées du Roi befördert und in dieser Eigenschaft ab 5. Juni in der Flandernarmee eingesetzt, in der er zur Niederlage der Spanier an den Ufern der Schelde beitrug.
Im Juni 1652 wurden er zum Duc de Poix und Pair de France ernannt (dann aber Duc de Créquy genannt), die Registrierung beim Parlement de Paris, die Eidesleistung als Pair und die Aufnahme ins Parlement erfolgten jedoch erst am 15. Dezember 1663. Das Herzogtum wurde aus den benachbarten Herrschaften Créquy, Fressin, Sains und Wambercourt (alle im heutigen Arrondissement Montreuil) gebildet.
1655 nahm er an den Belagerungen von Landrecies (Juni/Juli), Condé und Saint-Ghislain teil.

## Diplomat
Der Französisch-Spanische Krieg endete am 7. November 1659 mit dem Pyrenäenfrieden, der u. a. vorsah, dass Maria Teresa, die Tochter König Philipps IV. von Spanien, mit Ludwig XIV. von Frankreich verheiratet wurde. Maria Teresa heiratete sieben Monate später, zunächst am 3. Juni 1660 per procurationem d. h. in (Abwesenheit Ludwigs) in der Kathedrale von Fuenterrabia auf spanischem Territorium. Am 4. Juni überbrachte der Duc de Créquy im Rahmen der Hochzeit der neuen Königin die Geschenke des Königs, wobei Ludwig XIV. seine Frau im Gefolge Créquys zum ersten Mal und al incognito zu sehen bekam, bevor sie ihm am 7. Juni auf französischer Seite übergeben wurde.
Im August 1660 trat Charles de Créquy als Kommandeur seines Regiments zugunsten seines Bruders, des Comte de Canaples, zurück. Ab 2. Oktober 1660 war er Grand Bailli d‘Hesdin.

### Der Konflikt um die korsische Garde
Am 2. November 1661 wurde er zum Außerordentlichen Botschafter in Rom und am 3. Dezember 1661 zum Ritter im Orden vom Heiligen Geist (die Aufnahme erfolgte am 31. Dezember 1661). Von Juni bis 1. September 1662 und von Juni 1664 bis April 1665 war er in Rom.
Die Unterbrechung entstand durch den Konflikt um die korsische Garde, von der Créquy am 20. August 1662 beleidigt wurde: Die Soldaten stürmten den Palazzo Farnese, der Residenz des Botschafters, und feuerten Musketenschüsse auf die Fenster ab. Als der Botschafter auf dem Balkon erschien, um den Tumult zu besänftigen, wurden die Schüsse verdoppelt und auf ihn gerichtet, aber keiner traf ihn. Der Hauptmann seiner Garde wurde auf der Piazza Navona angegriffen und von einem Musketenschuss getroffen, und die Herzogin war gezwungen, beim Kardinal d’Este Zuflucht zu suchen, der den Titel eines Beschützers Frankreichs trug. Auch eine große Zahl von Franzosen kam dorthin, um Asyl zu suchen. Der Kardinal stellte eine Eskorte zusammen, bewaffnete seine Diener, ließ sich in einem gedeckten Stuhl vor die Kutsche der Botschafterin tragen und brachte sie unter dem Schutz von 300 bewaffneten Männern zum Palazzo Farnese zurück.
Als keine Verständigung mit Papst Alexander VII. erreicht wurde, berief Ludwig XIV. seinen Botschafter und die französische Verhandlungsdelegation aus Rom ab und verwies den päpstlichen Nuntius Celio Piccolomini aus Frankreich. Der Duc de Créquy verließ Rom am 1. September und zog sich in die Toskana zurück. Der Konflikt wurde schließlich am 12. Februar 1664 mit dem Vertrag von Pisa beigelegt: Der Kardinal Lorenzo Imperiali, seinerzeit Gouverneur von Rom, musste nach Paris reisen, um sich zu erklären, und die korsische Garde wurde aufgelöst. Am Ort des Angriffs wurde eine pyramidenförmige Gedenksäule errichtet. Schließlich entschuldigte sich am 29. Juli 1664 der päpstliche Legat, Kardinal Chigi, ein Neffe des Papste, öffentlich bei Ludwig XIV.
Am 21. April 1665 wurde der Duc de Créquy vom Papst in einer Audienz als französischer Botschafter verabschiedet.
Im Devolutionskrieg (Mai 1667–Mai 1668) nahm er nahm er im Juni 1667 – im Alter von 43 Jahren – als Freiwilliger an der Belagerung von Tournai teil. Es war die letzte militärische Aktion mit seiner Beteiligung.

## Letzte Jahre
Die letzten zwanzig Jahre seins Lebens verbrachte er vor allem am Hof, wurde allerdings noch zwei Mal als Gesandter eingesetzt.
Am 5. April 1675 trat er als Premier Gentilhomme zugunsten seines Schwiegersohns Charles de La Trémoille, Duc de Thouars zurück
Am 3. Februar 1676 wurde er als Nachfolger des Ende 1675 gestorbenen Duc de Mortemart zum Gouverneur von Paris ernannt. Im Jahr darauf wurde er Außerordentlicher Botschafter in England.
Am 16. Januar 1680 warb er als Außerordentlicher Gesandter in München um die Hand von Maria Anna Victoria von Bayern für den Grand Dauphin Louis de Bourbon – rein formal, da der Heiratsvertrag bereits 14 Tage zuvor unterzeichnet worden war. Créquy überbrachte tatsächlich die Hochzeitsgeschenke und begleitete anschließend die Braut nach Frankreich.
Im Januar 1687 trat er als Gouverneur von Hesdin zurück. Kurz darauf, am 13. Februar 1687, starb Charles de Créquy in Paris im Alter von 64 Jahren. Er wurde in der der Kapuzinerkirche an der Place Vendôme bestattet, seine Ehefrau zweieinhalb Jahre später neben ihm. Da er ohne männliche Nachkommen war, erlosch mit seinem Tod die Pairie.
Das Marmorgrabmal des Duc de Créquy wurde von Pierre Mazeline und Simon Hurtrelle geschaffen und in der gleichen Kirche aufgestellt. Die Statue aus weißem Marmor, die dieses Monument überragt, steht heute in einer der Kapellen der Kirche Saint-Roch.

## Ehe und Nachkommen
Charles de Créquy heiratete am 22. Juni 1653 Anne-Armande de Saint-Gelais de Lansac (genannt de Lusignan) († 10. August 1709), Erste Ehren- und Palastdame der Königin Marie Thérèse d’Autriche, Erbtochter von Gilles de Saint-Gelais (genannt de Lusignan), Seigneur (oder Marquis) de Lansac, Marquis de Ballon, Conseiller du Roi en ses Conseils d'Etat et privé († 1636), und seiner zweiten Ehefrau Marie de la Vallée-Fossez, Marquise d'Everly († 1661), Kusine ersten Grades von Louise de Prie, Marquise de Toucy, Duquesa de Cardona († 1709).
Ihr einziges Kind war die Tochter Marguerite de Créquy († 12. August 1707, 45 Jahre alt), die seine Erbin war und am 3. April 1675 Charles Belgique de La Trémoille, Duc de Thouars, Pair de France, heiratete.